# Metalofony

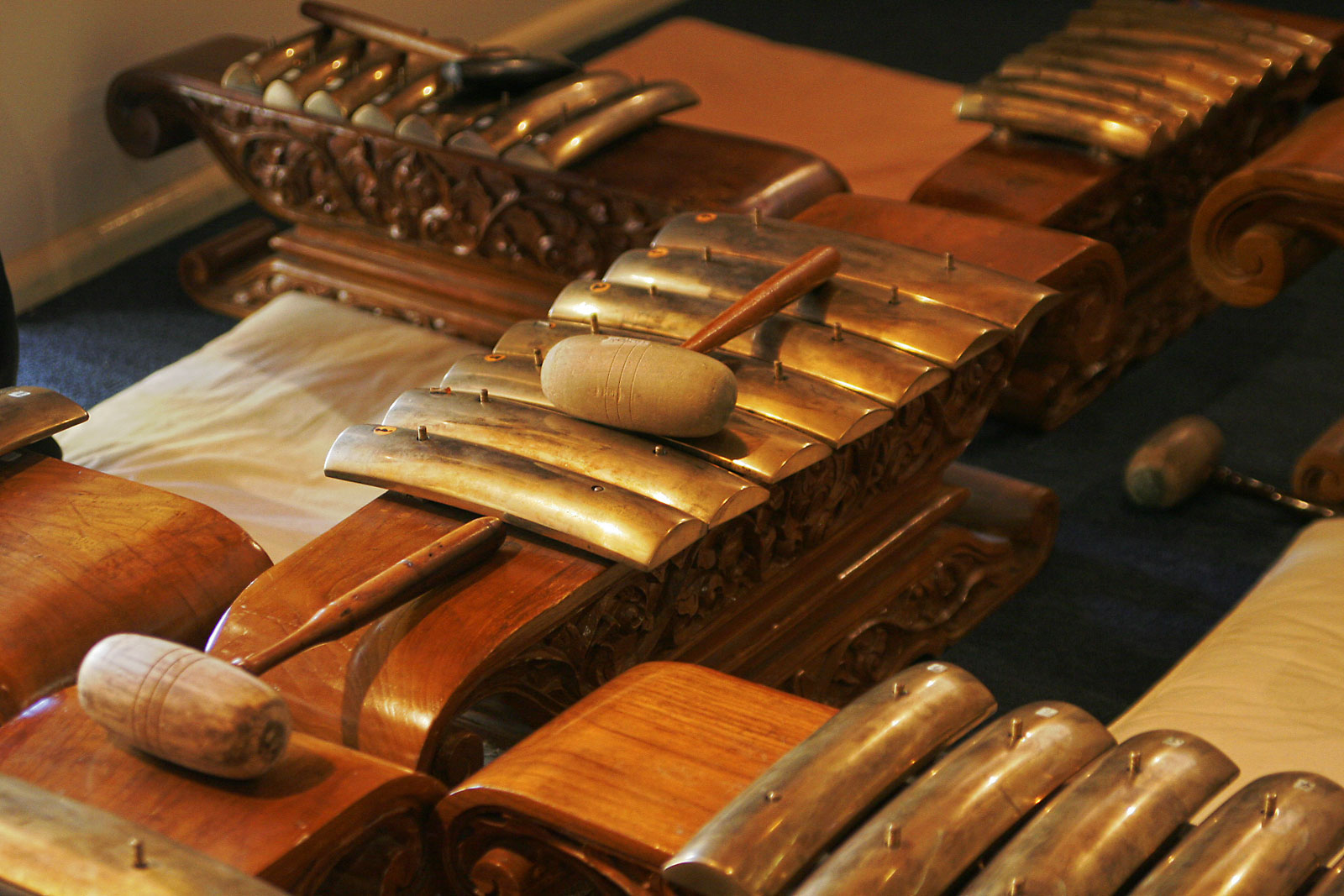
Metalofon używany w Gamelan – ambasada indonezyjska w Canberze

Metalofony – instrumenty muzyczne, w których dźwięk wydobywany jest poprzez uderzenie w strojoną płytkę wykonaną z metalu (najbardziej popularnym jest brąz, ale płytki wykonuje się również z żelaza i miedzi). Metalofony oryginalnie pochodzą z Indonezji, gdzie wykorzystywane są jako melorytmiczna podstawa orkiestr gamelan. W kulturze zachodniej znanymi metalofonami są wibrafon, dzwonki orkiestrowe (glockenspiel) i czelesta.